# Coração a Batucar
| Críticas profissionais           | Críticas profissionais |
| Avaliações da crítica            | Avaliações da crítica  |
| Fonte                            | Avaliação              |
| -------------------------------- | ---------------------- |
| Notas Musicais - Edição padrão   | [ 2 ]                  |
| Notas Musicais - Edição especial | [ 3 ]                  |

Coração A Batucar é o quinto álbum de estúdio (e o sexto ao todo) da cantora brasileira Maria Rita lançado em 22 de Março de 2014 pela Universal Music. No disco, a cantora volta a se dedicar ao samba e a alguns dos compositores (Arlindo Cruz, Serginho Meriti).
 A versão do álbum lançada de forma digital no iTunes possui duas faixas bônus, são elas duas canções do cantor Gonzaguinha "Comportamento Geral" e "Um Sorriso nos Lábios".
Silvio Essinger, d'O Globo, considerou que a voz de Maria Rita "ilumina os sambas (de fina seleção) e, por vezes, se solta com gosto. Experiente e versátil, a cantora não tem lá muitas concorrentes".
Em 2014, o álbum ganhou o Grammy Latino de Melhor Álbum de Samba/Pagode.

## Divulgação
A turnê do disco intutilada "Turnê Coração a Batucar" teve estreia no dia 26 de Abril de 2014 na Fundição Progresso no Rio de Janeiro. Mas antes teve uma pré-estreia em Lorena, no interior de São Paulo, no dia 12; "Costumo dizer que o primeiro show é sempre uma pré-estreia. É quando podemos fazer os últimos ajustes, acertar os detalhes", afirma Maria Rita.
Maria Rita quis reproduzir no palco o clima que norteou a produção de "Coração a Batucar", que foi gravado praticamente ao vivo, em uma autêntica roda de samba.
| “ | “A nossa disposição no palco se dá de uma forma que a plateia pode ver a minha interação com os músicos, sem que para isso eu precise estar de costas para o público" | ” |

, antecipou.

## Singles
O primeiro single do álbum foi a canção "Rumo ao Infinito" lançada no dia 18 de Fevereiro de 2014. A composição de Arlindo Cruz, Fred Camacho e Marcelinho Moreira dá o tom do disco.
O segundo single "É Corpo, É Alma, É Religião" foi anunciado no dia 10 de Fevereiro de 2014 pelas redes sociais da cantora e da gravadora Univesal Music, a canção e o vídeo ao vivo da canção que foi lançada no dia 12 de Fevereiro de 2015.

## CD

### Lista de faixas
| N.º            | Título                        | Compositor(es)                                   | Duração |  |
| 1.             | "Meu Samba Sim Senhor"        | Fred Camacho, Marcelinho Moreira, Leandro Fab    | 3:48    |  |
| 2.             | "Saco Cheio"                  | Almir Guineto                                    | 2:57    |  |
| 3.             | "Fogo no Paiol"               | Rodrigo Maranhão                                 | 3:12    |  |
| 4.             | "No Meio do Salão"            | Magnu Sousá, Maurílio de Oliveira, Everson Souza | 3:43    |  |
| 5.             | "Abismo"                      | Thiago Silva, Lele, Davi                         | 3:49    |  |
| 6.             | "Vai Meu Samba"               | Noca da Portela, Sergio Fonseca                  | 4:33    |  |
| 7.             | "Abre o Peito e Chora"        | Serginho Meriti, Rodrigo Leite, Caíque           | 3:24    |  |
| 8.             | "Bola Pra Frente"             | Xande de Pilares, Bernini                        | 3:30    |  |
| 9.             | "Nunca Se Diz Nunca"          | Xande de Pilares, Leandro Fab, Charlles André    | 2:34    |  |
| 10.            | "Rumo ao Infinito"            | Arlindo Cruz, Marcelinho Moreira, Fred Camacho   | 4:32    |  |
| 11.            | "Mainha Me Ensinou"           | Arlindo Cruz, Xande de Pilares                   | 4:01    |  |
| 12.            | "No Mistério do Samba"        | Joyce Moreno                                     | 3:39    |  |
| 13.            | "É Corpo, É Alma, É Religião" | Arlindo Cruz, Rogê, Arlindo Neto                 | 3:25    |  |
| Duração total: | Duração total:                | Duração total:                                   | 47:07   |  |

| iTunes faixas bônus |                         |                |         |  |
| N.º                 | Título                  | Compositor(es) | Duração |  |
| 14.                 | "Comportamento Geral"   | Gonzaguinha    | 3:45    |  |
| 15.                 | "Um Sorriso nos Lábios" | Gonzaguinha    | 3:29    |  |
| Duração total:      | Duração total:          | Duração total: | 54:21   |  |

| iTunes Edição especial |                                         |                                                |         |  |
| N.º                    | Título                                  | Compositor(es)                                 | Duração |  |
| 1.                     | "Meu Samba Sim Senhor" (Ao vivo)        | Fred Camacho, Marcelinho Moreira, Leandro Fab  | 3:21    |  |
| 2.                     | "Rumo ao Infinito" (Ao vivo)            | Arlindo Cruz, Marcelinho Moreira, Fred Camacho | 4:42    |  |
| 3.                     | "Abismo" (Ao vivo)                      | Thiago Silva, Lele, Davi                       | 3:42    |  |
| 4.                     | "Coração a Batucar" (Ao vivo)           | Davi Moraes, Alvinho Lancellotti               | 5:59    |  |
| 5.                     | "Mainha Me Ensinou" (Ao vivo)           | Arlindo Cruz, Xande de Pilares                 | 4:21    |  |
| 6.                     | "Fogo no Paiol" (Ao vivo)               | Rodrigo Maranhão                               | 3:23    |  |
| 7.                     | "Saco Cheio" (Ao vivo)                  | Almir Guineto                                  | 3:09    |  |
| 8.                     | "Bola Pra Frente" (Ao vivo)             | Xande de Pilares, Bernini                      | 3:33    |  |
| 9.                     | "É Corpo, É Alma, É Religião" (Ao vivo) | Arlindo Cruz, Rogê, Arlindo Neto               | 3:44    |  |
| Duração total:         | Duração total:                          | Duração total:                                 | 36:59   |  |

## DVD
Com o sucesso do álbum Coração A Batucar, Maria Rita resolveu gravar uma edição especial em CD e DVD, que foi lançado no dia 24 de março de 2015. Nessa edição, traz imagens inéditas em um show exclusivo e intimista gravado nos estúdios Na Cena, em São Paulo. Dirigido por Hugo Prata, o DVD inclui músicas do álbum Coração a Batucar como "Rumo ao Infinito" e "É Corpo, É Alma, É Religião", além de um making of e uma versão inédita da música "Bola Pra Frente", com participação da Orquestra Projeto Rumpilezzinho que foi registrado em Salvador.

### Crítica
O álbum foi bem recebido pela crítica, segundo o Notas Musicais o projeto valoriza e justifica reedição de Coração A Batucar. Nele descreve Maria Rita como "uma cantora de antenada musicalidade que segura a onda do samba-jazz que possui presença em relevo no roteiro coeso que rebobina o suprassumo do repertório do disco de estúdio". É a grandeza da cantora que irmana pagode popular como "Abismo", tema de tamanha vocação radiofônica que vai se tornar um dos próximos singles promocionais do disco.

### Lista de faixas
| N.º | Título                                          | Duração |  |
| 1.  | "Meu Samba Sim Senhor"                          |         |  |
| 2.  | "Rumo ao Infinito"                              |         |  |
| 3.  | "Abismo"                                        |         |  |
| 4.  | "Coração a Batucar"                             |         |  |
| 5.  | "Mainha Me Ensinou"                             |         |  |
| 6.  | "Fogo no Paiol"                                 |         |  |
| 7.  | "Saco Cheio"                                    |         |  |
| 8.  | "Bola Pra Frente"                               |         |  |
| 9.  | "É Corpo, É Alma, É Religião"                   |         |  |
| 10. | "Bola Pra Frente" (Part. Projeto Rumpilezzinho) |         |  |

## Participações em Trilhas Sonoras
- Rumo ao Infinito fez parte da trilha sonora da novela Alto Astral,[12] tema de Tina.

## Desempenho nas tabelas musicais

### Edição padrão
| Tabela musical (2014) | Melhor posição |
| --------------------- | -------------- |
| Brasil (ABPD)         | 1              |

### Edição especial
| Tabela musical (2015) | Melhor posição |
| --------------------- | -------------- |
| Brasil (ABPD) ·       | 3              |

## Certificações e vendas
| Região        | Certificação | Vendas/cópias | Edição          |
| ------------- | ------------ | ------------- | --------------- |
| Brasil (ABPD) | Platina      | 120.000       | Edição especial |

## Histórico de lançamento
| Região | Data                | Versão          | Formato                               | Gravadora       |
| ------ | ------------------- | --------------- | ------------------------------------- | --------------- |
| Brasil | 11 de abril de 2014 | Padrão          | CD download digital                   | Universal Music |
| Brasil | 24 de março de 2015 | Edição Especial | CD DVD [ 15 ] download digital [ 16 ] | Universal Music |